# Lijst van rijksmonumenten in Hoorn (Terschelling)
De plaats Hoorn telt 9 inschrijvingen in het rijksmonumentenregister. Hieronder een overzicht. 
| Object                                                                                            | Oorspronkelijke functie? | Bouwjaar | Architect                               | Locatie                                      | Coördinaten?                  | Nr.?  | Afbeelding           |
| ------------------------------------------------------------------------------------------------- | ------------------------ | --- | --------------------------------------- | -------------------------------------------- | ----------------------------- | ----- | -------------------- |
| Boerderij voorhuis met gevel met zesruitsvensters op de beganegrond en met excentrisch topvenster | Boerderij                | 19e eeuw |                                         | Dorpsstraat 23                               | 53° 23' 48" NB, 5° 20' 26" OL | 35083 | Meer afbeeldingen    |
| Sint-Janskerk                                                                                     | Kerk en kerkonderdeel    | ca. 1270 (koor) eind 13e eeuw (schip) ca. 1330 (toren) verb. begin 15e en begin 16e eeuw hersteld in 1617 en 1663 1848 (ged. herbouw toren) 1875 (spits) 1963-'69 (restauratie) | A.B. Mentz (1848) K.I. Ruige (1963-'69) | Dorpsstraat 27                               | 53° 23' 51" NB, 5° 20' 30" OL | 35084 | Meer afbeeldingen    |
| Boerderij met van vensters voorziene topgevel aan de achterzijde                                  | Boerderij                | 1888 |                                         | Nieuw Schoolpad 4 (tot 2010: Dorpsstraat 37) | 53° 23' 52" NB, 5° 20' 32" OL | 35085 | Meer afbeeldingen    |
| De Tjolle                                                                                         | Boerderij                | 1861 |                                         | Duinweg Hoorn 36 (tot 2010: Dorpsstraat 43)  | 53° 23' 55" NB, 5° 20' 38" OL | 35086 | Meer afbeeldingen    |
| Boerderij onder lang zadeldak tegen topgevel aan de weg                                           | Boerderij                | 1881 |                                         | Dorpsstraat 51                               | 53° 23' 50" NB, 5° 20' 38" OL | 35087 | Meer afbeeldingen    |
| Eenvoudige boerderij                                                                              | Boerderij                | 1850-1900 |                                         | Badweg Hoorn 2 (tot 2010: Dorpsstraat 75)    | 53° 23' 55" NB, 5° 20' 47" OL | 35088 | Eenvoudige boerderij |
| Eenvoudige boerderij met toppilaster in voorgevel                                                 | Boerderij                | 1865 |                                         | Kunneweg 12 (tot 2010: Dorpsstraat 78)       | 53° 23' 47" NB, 5° 20' 53" OL | 35089 | Meer afbeeldingen    |
| Boerderij als kampeerschuur in gebruik                                                            | Boerderij                | 1874 |                                         | Duinweg Hoorn 50 (tot 2010: Dorpsstraat 89)  | 53° 23' 60" NB, 5° 20' 51" OL | 35090 | Meer afbeeldingen    |
| Boerderijtje met topgevel                                                                         | Boerderij                | 1750 (voorhuis) |                                         | Dorpsstraat 94                               | 53° 23' 54" NB, 5° 20' 54" OL | 35091 | Meer afbeeldingen    |